# Birgit Vanderbeke

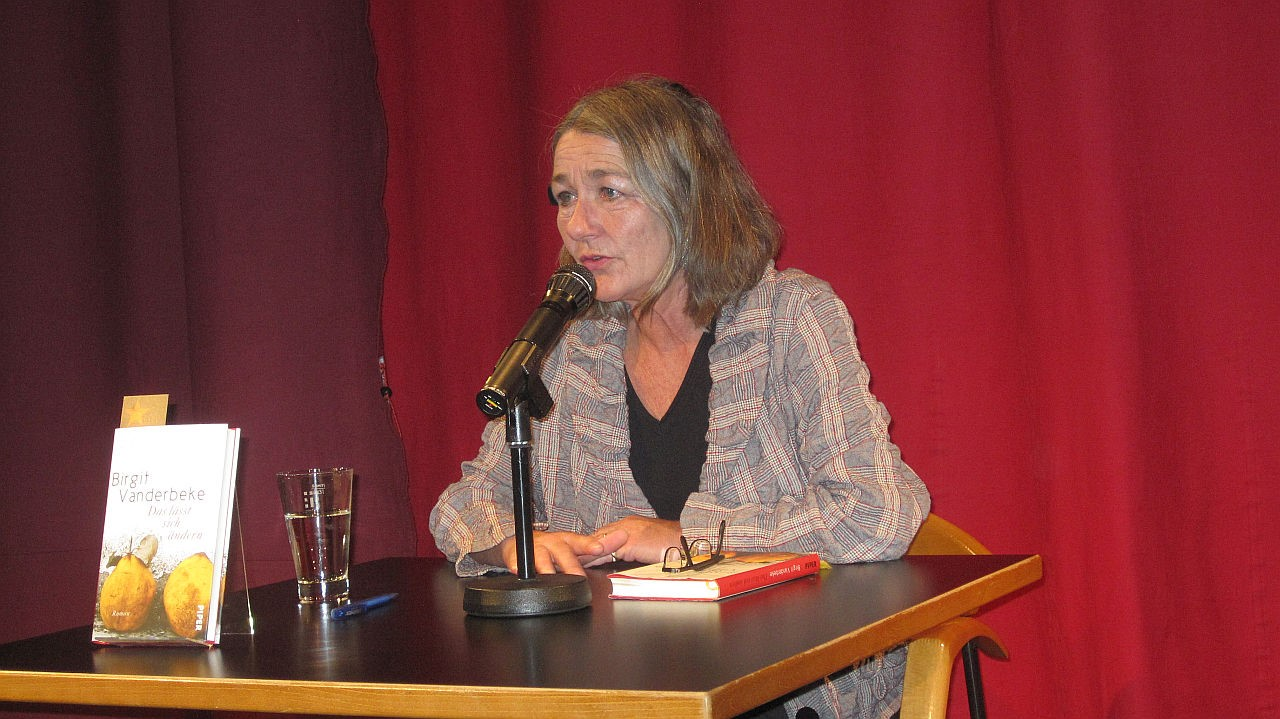
Birgit Vanderbeke, Lesung 2011 in Marburg

Birgit Margot Vanderbeke (* 8. August 1956 in Dahme; † 24. Dezember 2021 in Südfrankreich) war eine deutsche Schriftstellerin.

## Leben
Vanderbeke wuchs nach der Flucht ihrer Familie aus der DDR im Jahr 1961, kurz vor Errichtung der Berliner Mauer, in Frankfurt am Main auf, wo sie später Jura, Germanistik und Romanistik studierte. Während des Studiums und einiger Jahre danach erwarb sie sich ihren Lebensunterhalt beim Institut für Sozialforschung und nutzte das Archiv der Frankfurter Schule in der Senckenberganlage intensiv. Sie beschrieb es als eine sehr glückliche Zeit ihres Lebens. Ab 1993 lebte sie als freiberufliche Autorin in einem kleinen Ort in Südfrankreich, in der Nähe von Avignon. Ihre Erfahrungen, wie jemand als Deutsche und Städterin sowie Alleinerziehende im ländlichen Zusammenleben im französischen Süden zurechtkommt, veröffentlichte sie 2002 als Gebrauchsanweisung für Südfrankreich.
Die nach Südfrankreich Ausgewanderte war menschenzugewandt und im besten Sinne „altmodisch“ wie beschrieben in ihrem fortschrittskritischen autofiktionalen Roman Geld oder Leben, dabei zugleich eine vehemente Feministin. Das verschaffte ihr eine große und beständige Lesergemeinde in Deutschland und Österreich. Von ihren Büchern und Lesereisen durch die deutschsprachigen Lande lebte sie bescheiden. Weil sie in den letzten Jahren nicht mehr quasi alljährlich ein neues Buch vorlegte, bekam sie Probleme mit ihrem Verlag.
Sie starb überraschend, wie ihr Ehemann mitteilte, im Dezember 2021 im Alter von 65 Jahren. Ihre Nachrufe fanden sich in allen großen deutschen Medien.

## Werk
Ihr bekanntestes Werk ist die Erzählung Das Muschelessen, in der Mutter, Sohn und Tochter beim Abendessen auf den Vater warten. Dieser verspätet sich, und so lässt die achtzehnjährige Tochter das von einem dominierenden Vater geprägte Familienleben und ihre bürgerlich-kleinkarierten Verhältnisse Revue passieren. Je mehr sich die Ankunft des Vaters verzögert, desto unheimlicher und bedrohlicher wird die Stimmung. Vanderbeke trug 1990 einen Auszug aus diesem Text im Wettbewerb um den Ingeborg-Bachmann-Preis vor und gewann. Mit der Erzählung Alberta empfängt einen Liebhaber konnte sie an den Erfolg ihrer Debüterzählung anknüpfen.
In den meisten ihrer Bücher herrscht keine düstere Atmosphäre; die kleinbürgerliche Alltagswelt wird mit viel Ironie, Humor und Leichtigkeit im Ton geschildert, wobei es Vanderbeke in einigen ihrer Texte gelang, auch die gewalttätige Seite des Kleinbürgertums sehr deutlich werden zu lassen. Der autobiographisch gefärbte Text Geld oder Leben von 2003 ist ein leichtfüßiger Gang durch die Lebensverhältnisse und -gefühle der Nachkriegsjahrzehnte.
In Ich will meinen Mord macht sich Vanderbeke mit literarischen Zitiertechniken lustig über den vom Verlagsbetrieb her naheliegenden Druck, einen Kriminalroman als potentiellen Bestseller zu liefern. 

## Bücher
- Das Muschelessen, Erzählung. Rotbuch, Berlin 1990, ISBN 3-596-13783-7 (1993 als Rotbuch-Taschenbuch, Band 77, ISBN 3-88022-097-2 / als Fischer-TB Band 13 783, Frankfurt am Main 1997, ISBN 3-596-13783-7).
- Fehlende Teile, Erzählung. Rotbuch, Berlin 1992, ISBN 3-596-13784-5.
- Gut genug, Erzählung. Rotbuch, Berlin 1993, ISBN 3-596-13785-3 (1996 als Rotbuch-Taschenbuch, Band 1030, ISBN 3-88022-398-X / als Fischer-Taschenbuch Band 13 785, Frankfurt am Main 1999, ISBN 3-596-13785-3).
- Ich will meinen Mord, Rowohlt, Berlin 1995, ISBN 3-596-15925-3.
- Friedliche Zeiten, Erzählung. Rotbuch, Hamburg 1996, ISBN 3-596-13786-1 (als Fischer-Taschenbuch, Band 13 786, Frankfurt am Main 2000, ISBN 3-596-13786-1).
- Alberta empfängt einen Liebhaber, Erzählung. Fest, Berlin 1997, ISBN 3-596-14198-2 (als Hörbuch: 2 MC bei Hörverlag München 1998, ISBN 3-89584-451-9).
- Ich sehe was, was Du nicht siehst, Fest, Berlin 1999, ISBN 3-8286-0100-6 (als Fischer-Taschenbuch, Band 15 001, Frankfurt am Main 2001, ISBN 3-596-15001-9).
  - Ubersetzung ins Niederländische: Ik zie, ik zie wat jij niet ziet (2001)
- Hexenreden (mit Gisela von Wysocki und Marlene Streeruwitz). In: Göttinger Sudelblätter, Wallstein, Göttingen 1999, ISBN 3-89244-372-6.
- Ariel oder der Sturm auf die weiße Wäsche (Redaktion und Nachwort Ralph Schock). In: Rede an die Abiturienten des Jahrgangs 2000, Gollenstein, Blieskastel 2001, ISBN 3-933389-44-5.
- Abgehängt, Erzählung. S. Fischer, Frankfurt am Main 2001, ISBN 3-10-087020-4 (als Fischer-Taschenbuch, Band 15 622, Frankfurt am Main 2002, ISBN 3-596-15622-X).
- Gebrauchsanweisung für Südfrankreich, Piper 7515, München/Zürich 2002, ISBN 3-492-27515-X.
  - Ubersetzung ins Niederländische: Gebruiksaanwijzing voor Zuid-Frankrijk (2003)
- Geld oder Leben, S. Fischer, Frankfurt am Main 2003, ISBN 3-10-087021-2.
- Schmeckt’s?, Kochen ohne Tabu. S. Fischer, Frankfurt am Main 2004, ISBN 978-3-10-087025-4.
- Sweet sixteen, S. Fischer, Frankfurt am Main 2005, ISBN 3-10-087026-3.
- Die sonderbare Karriere der Frau Choi, S. Fischer, Frankfurt am Main 2007, ISBN 978-3-10-087086-5 (als Fischer-Taschenbuch Band 17 460, Frankfurt am Main 2009, ISBN 3-596-17460-0).
- Das lässt sich ändern, Piper, München/Zürich 2011, ISBN 978-3-492-05456-0.
- Die Frau mit dem Hund, Piper, München/Zürich 2012, ISBN 978-3-492-05511-6.
- Der Sommer der Wildschweine, Piper, München/Zürich 2013, ISBN 978-3-492-05622-9.
- Ich freue mich, dass ich geboren bin, Piper, München/Zürich 2016, ISBN 978-3-492-05754-7.
- Wer dann noch lachen kann, Roman. Piper, München/Zürich 2017, ISBN 978-3-492-05839-1.
- Alle, die vor uns da waren, Roman. Piper, München/Zürich 2020, ISBN 978-3-492-31460-2

## Auszeichnungen
- 1990: Ingeborg-Bachmann-Preis für den Vortrag ihres Wettbewerb-Textes aus Muschelessen
- 1997: Kranichsteiner Literaturpreis für ihr Gesamtwerk
- 1999: Solothurner Literaturpreis
- 1999: Roswitha-Preis
- 2002: Hans-Fallada-Preis
- 2007: Brüder-Grimm-Professur an der Universität Kassel

## Verfilmung
Vanderbekes Erzählung Friedliche Zeiten wurde von der Drehbuchautorin Ruth Toma für die Kinoleinwand adaptiert und von Neele Vollmar als Regisseurin inszeniert. Der gleichnamige Film erschien 2008.